# Zamościany (rejon szczuczyński)
Zamościany (biał. Замасцяны; ros. Замостяны) – wieś na Białorusi, w obwodzie grodzieńskim, w rejonie szczuczyńskim, w sielsowiecie Pierszamajski.
W latach 1921–1939 wieś należała do gminy Berszty, w powiecie grodzieńskim województwa białostockiego.
Według Powszechnego Spisu Ludności z 1921 roku wieś zamieszkiwało 463 osoby, wśród których 62 było wyznania rzymskokatolickiego, 386 prawosławnego a 15 mojżeszowego. Jednocześnie 64 mieszkańców zadeklarowało polską przynależność narodową, 386 białoruską a 15 żydowską a 1 inną. Było tu 95 budynków mieszkalnych.